# Гюмери, Шарль
Шарль-Альфонс-Ашиль Гюмери (фр. Charles-Alphonse-Achille Guméry; 14 июня 1827, Париж — 19 января 1871, Париж) — французский скульптор академического направления периода Второй Империи. Несколько скульптур его работы украшают здание Оперы Гарнье в Париже, наиболее известна группа «Танец», заказанная ему после того, как группа Жана-Батиста Карпо была признана неприемлемой

## Биография
Шарль Гюмери родился в парижском квартале Вожирар, он происходил из савойской семьи среднего класса, обосновавшейся в Пасси (район Парижа) по инициативе его отца, школьного учителя Николя Гюмери.
Будучи учеником Армана Туссена (1806—1862) в Школе изящных искусств в Париже, в 1850 году Шарль получил Римскую премию и продолжал обучение во Французской Академии в Риме.
Он стал выдающимся скульптором Второй империи и 29 июня 1867 года был награждён орденом Почётного легиона.
Сыновья скульптора: Ахилл Гюмери и художник Адольф Гюмери (1861—1943).
Шарль Гюмери умер в 1871 году от лишений, перенесённых им во время Парижской коммуны. Он похоронен в Париже на кладбище Монмартр (участок 8). Его надгробие украшает мраморный бюст, созданный его учеником, скульптором Жаном Готереном.

## Работа для Оперы Гарнье
В соответствии с градостроительными планами и вкусами времени Второй Империи многие здания Парижа обильно украшали скульптурой. Самым знаменитым стало огромное здание Большой Оперы архитектора Шарля Гарнье, названное парижанами Оперой Гарнье. Архитектор задумал украсить здание аллегорическими фигурами, заказанным ведущим академическим скульпторам того времени. Однако скульптурная группа «Танец» (1869) работы Жана-Батиста Карпо, ставшая со временем самой знаменитой, вызвала скандал. Страсти о «приличии» обнажённых фигур были столь накалены, что в ночь с 27 на 28 августа 1869 года на «Танец» было совершено покушение. Некий возмущённый господин швырнул в скульптуру чернильницу. Вскоре она была очищена. Однако страницы сатирических парижских журналов пестрели злыми карикатурами. Шарль Гарнье, уже заказавший у Гюмери две позолоченные группы для карниза здания, попросил Гюмери изваять новую скульптуру вместо изуродованной группы Карпо. С началом Франко-прусской войны следующего года, за которой последовала Парижская Коммуна, во время которой Гюмери скончался в Париже при невыясненных обстоятельствах, а затем и со смертью Карпо в 1875 году, скандал был забыт: группа Карпо осталась на месте, а «Танец» Гюмери хранится в Музее изящных искусств в Анже.

## Галерея

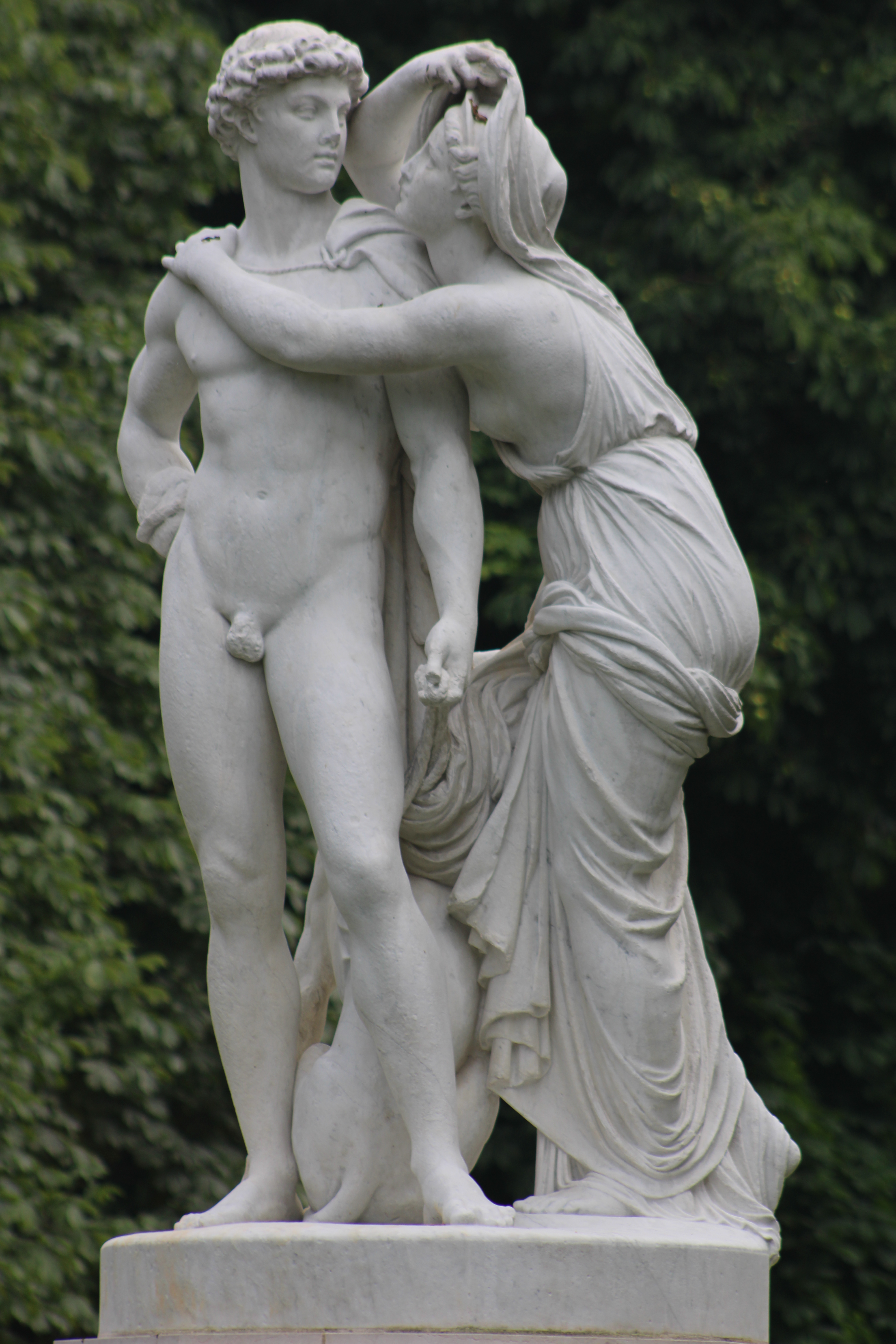
Ночь. Сад великих исследователей Марко Поло и Кавелье-де-ла-Саль, Париж
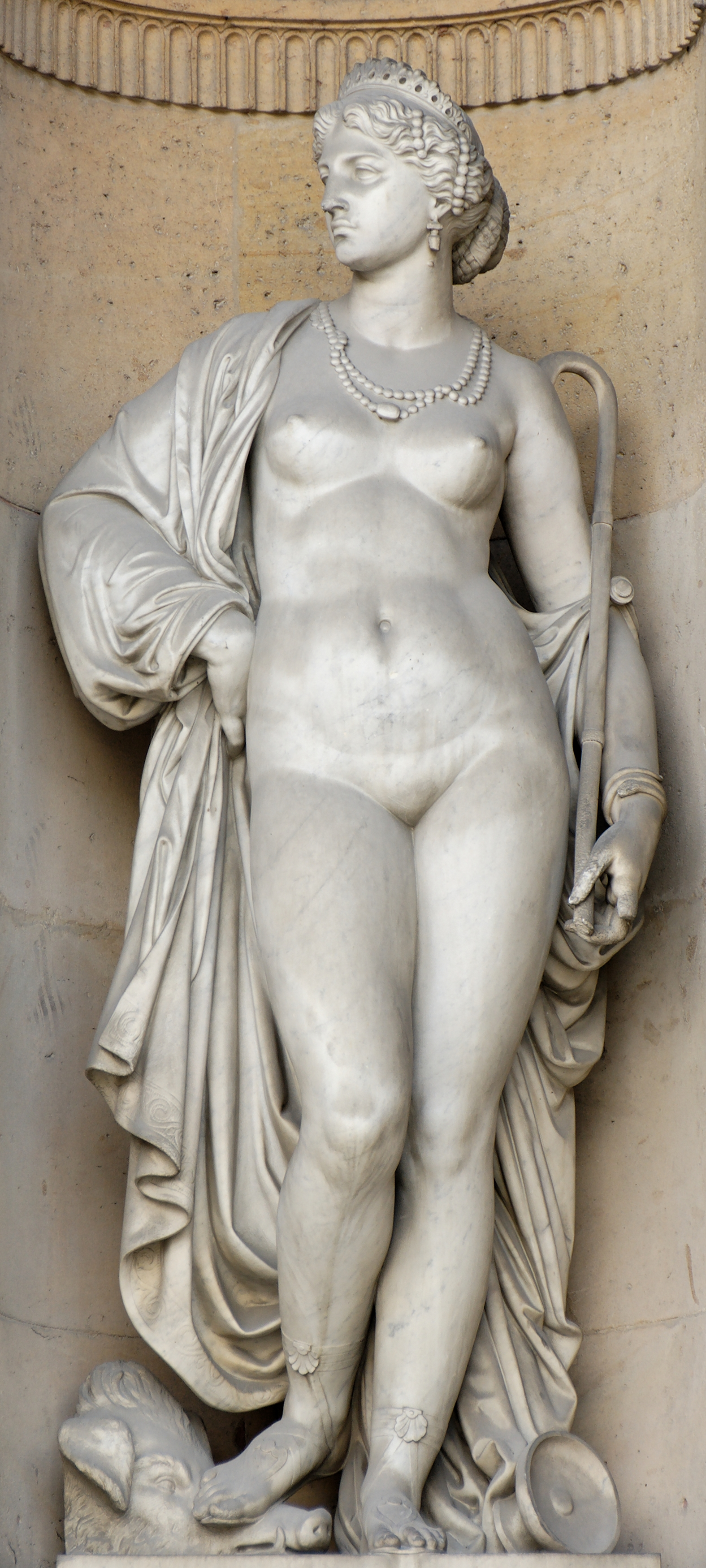
Цирцея. 1860. Южный фасад Квадратного двора Луврского дворца, Париж
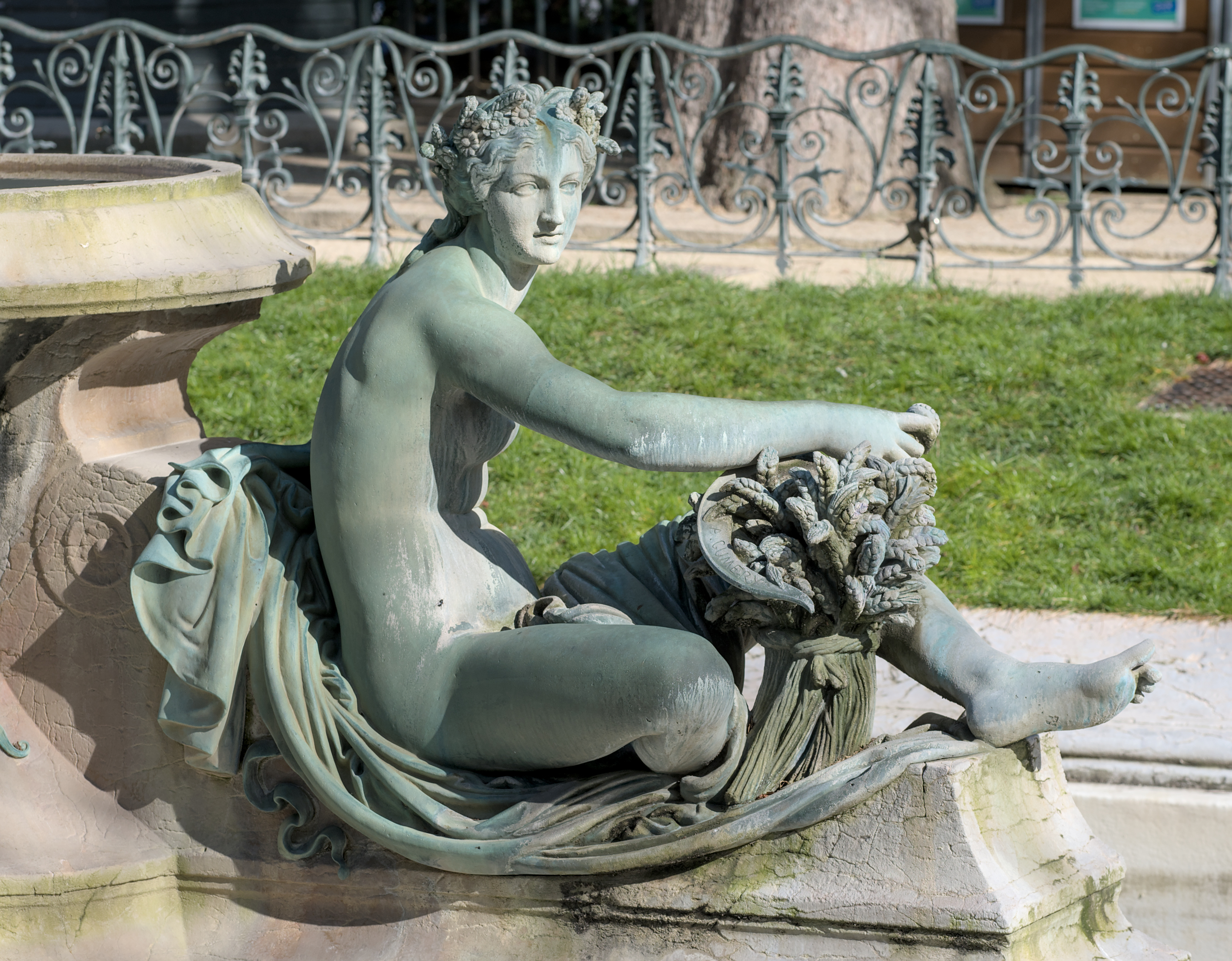
Аллегория сельского хозяйства. Скульптура Фонтана искусств и ремёсел, Париж
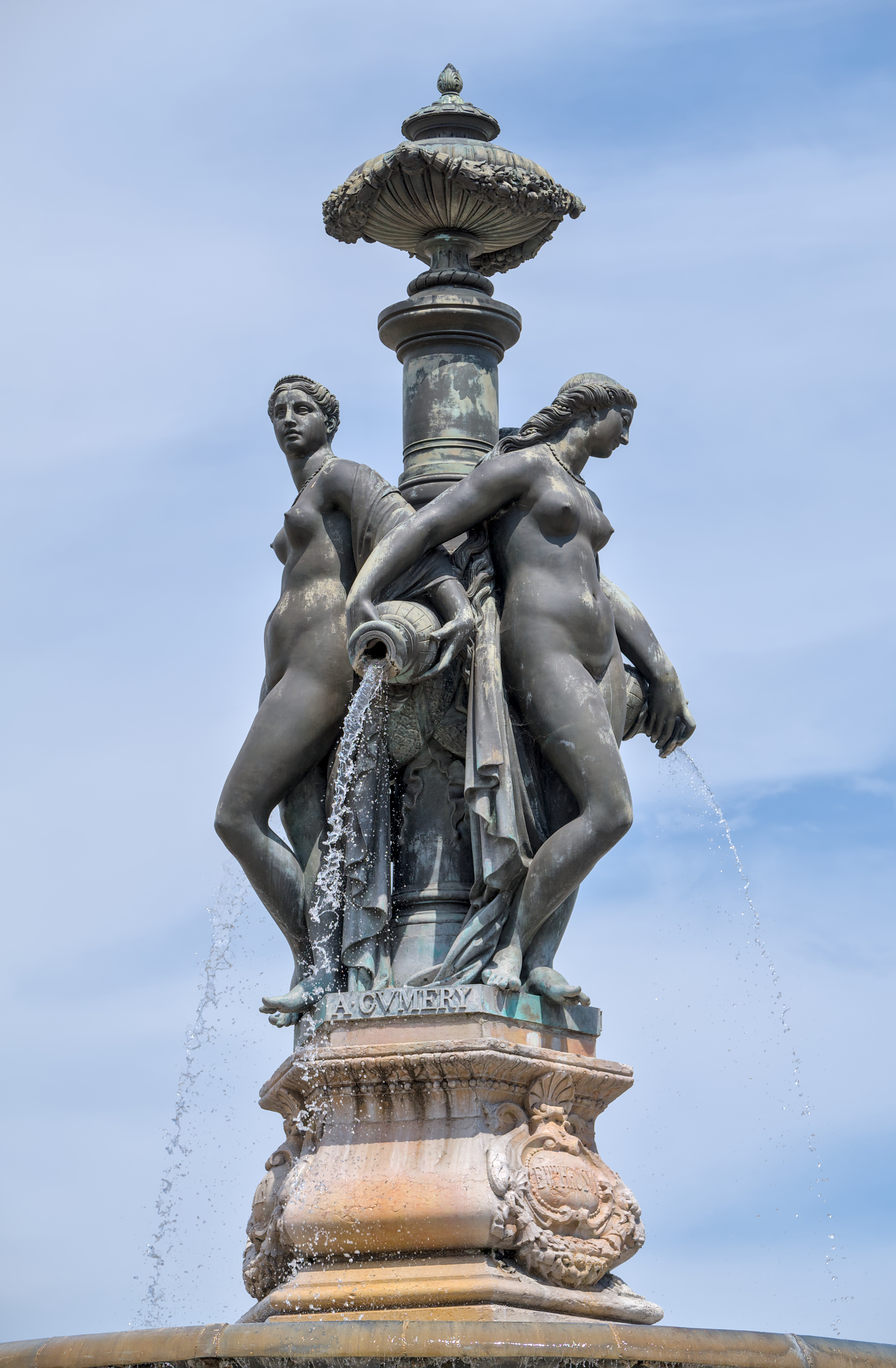
Фонтан Трёх граций. Бордо
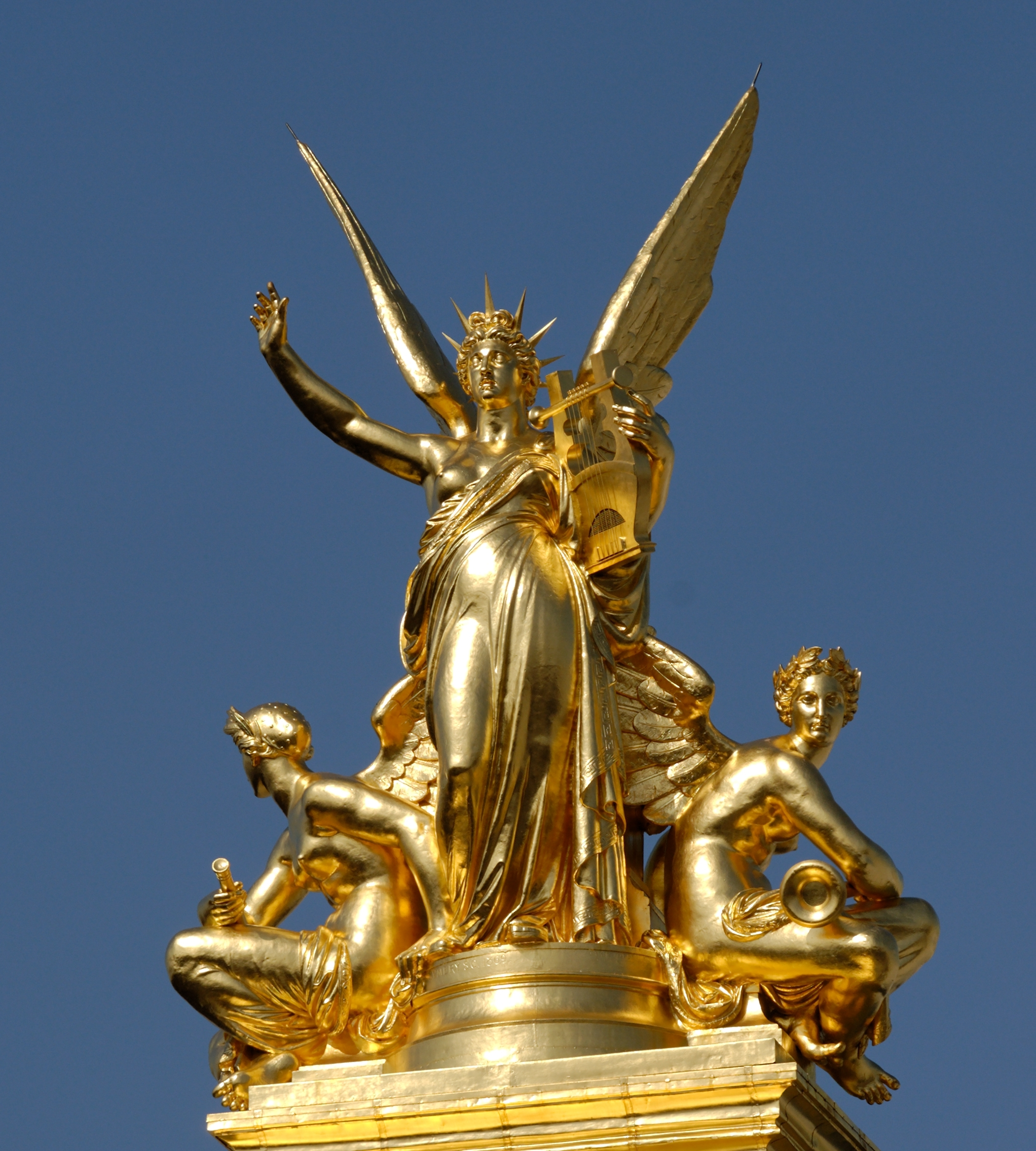
[[:Category:Harmony by Charles-Alphonse Gumery|Гармония. Скульптура здания Оперы Гарнье, Париж
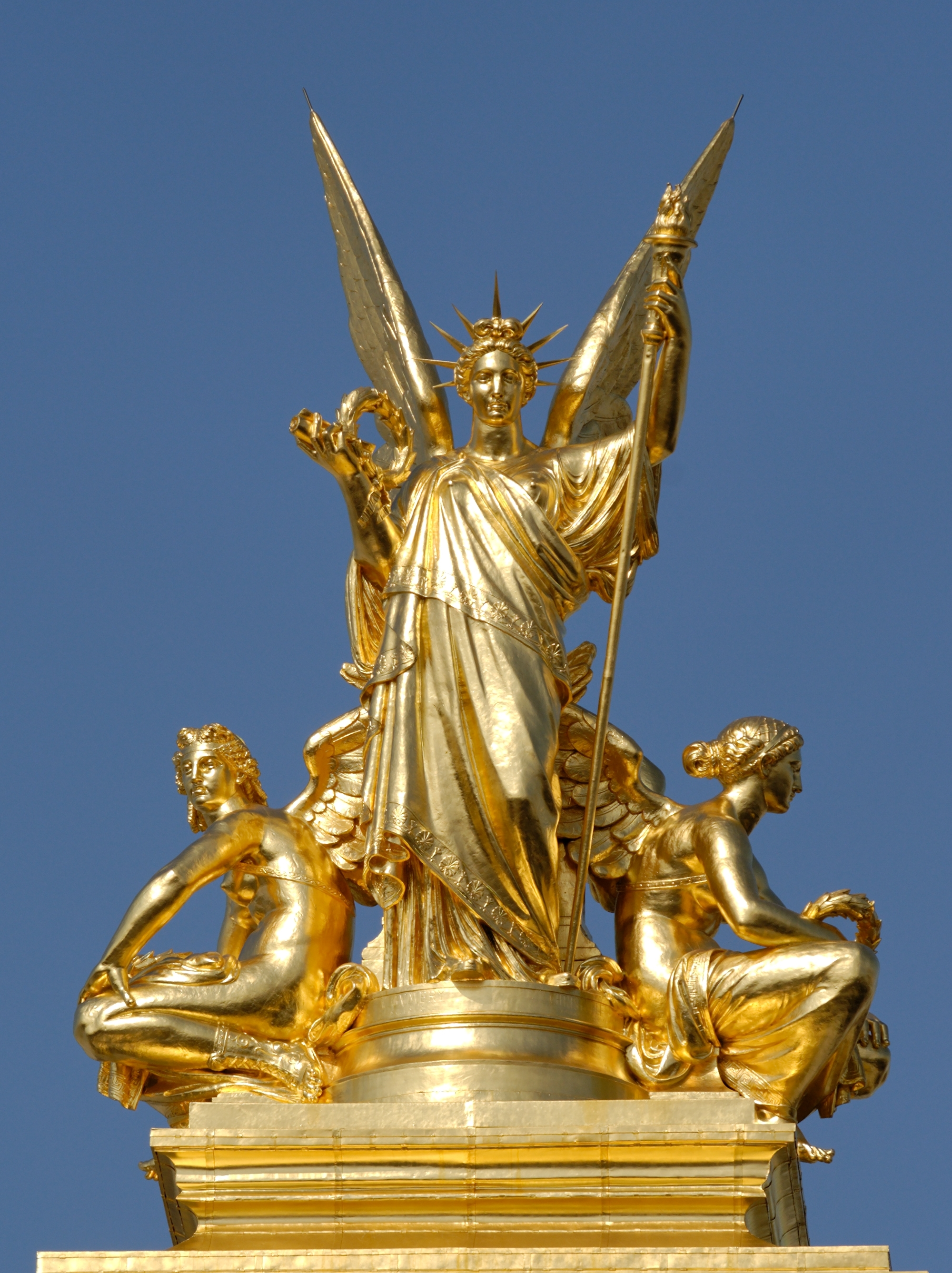
Поэзия. Скульптура здания Оперы Гарнье, Париж
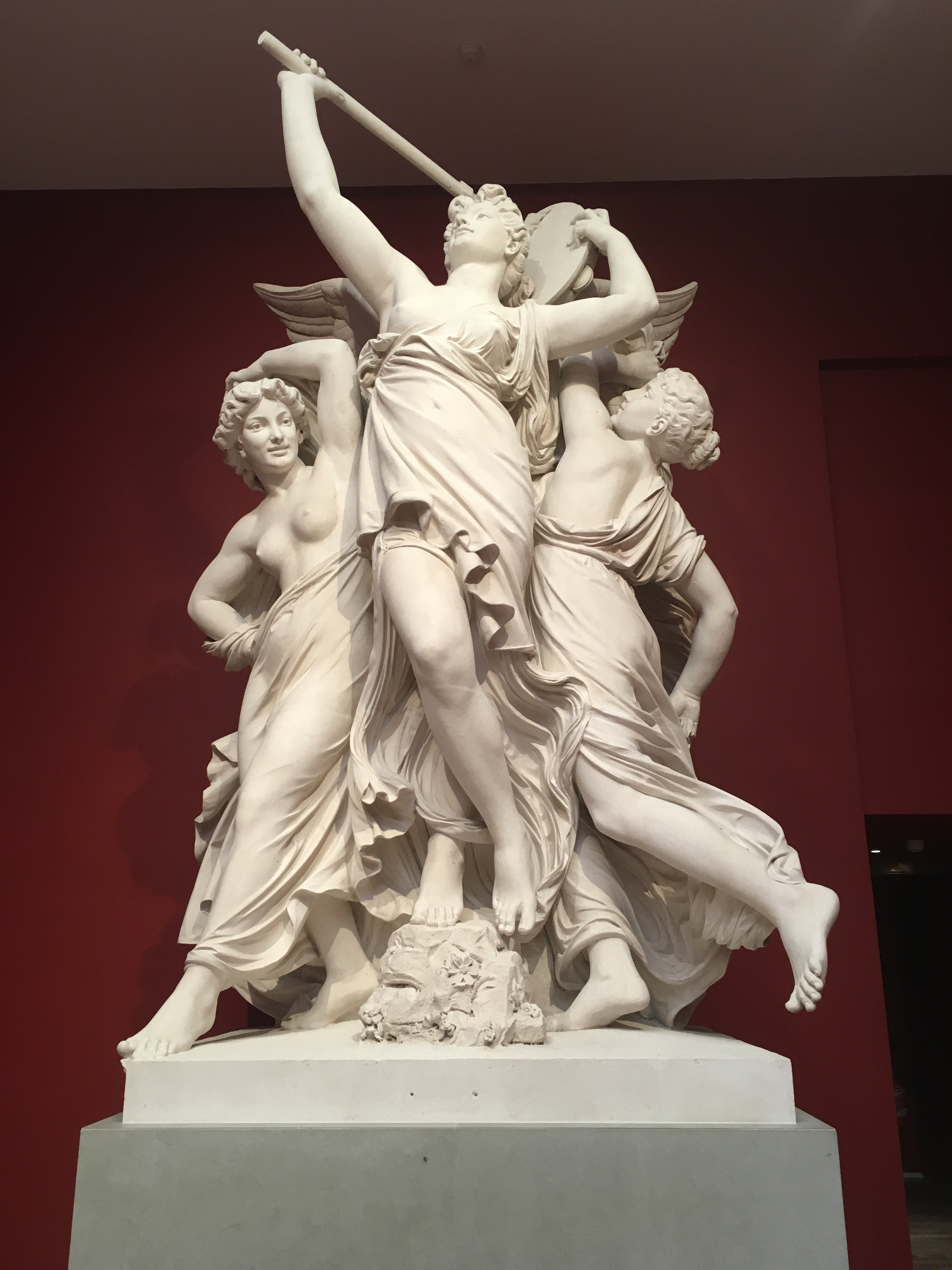
Танец. Скульптурная группа для здания Оперы Гарнье. Музей изящных искусств, Анже